# Éponge-vase ramifiée
Callyspongia vaginalis
Espèce
L'éponge-vase ramifiée ou éponge-tuyau rose (Callyspongia vaginalis) est une espèce d'éponge de la famille des Callyspongiidae vivant dans la région des Caraïbes, de Floride, des Bermudes et des Bahamas. Elle grandit à une température de 20 à 24 °C.